# 아카이시촌 (이와테현)
아카이시촌(赤石村)은 1955년까지 이와테현 시와군에 존속했던 촌이다. 현재의 시와정에 해당한다.

## 연혁
- 1889년 4월 1일 - 정촌제 시행과 함께 시와군 아카이시촌이 성립하였다.
- 1955년 4월 1일 - 히즈메정, 아카자와촌, 사히나이촌, 시와촌, 나가오카촌, 히코베촌, 후루다테촌, 미즈와케촌과 합병해 시와정이 되었다.

## 교통
- 일본국유철도 도호쿠 본선

## 참고서적
- 『이와테현 정촌 합병지』(이와테현 총무부 지방과, 1957년)